# John Wisker
John Wisker (Kingston upon Hull, 30 maggio 1846 – Melbourne, 18 gennaio 1884) è stato uno scacchista e giornalista inglese.
Si trasferì a Londra all'età di vent'anni per diventare un  giornalista della City Press. Divenne amico di Howard Staunton, dal quale probabilmente prese lezioni di scacchi. 
Nel 1870 vinse la "British Chess Association Cup", considerato il Campionato britannico, dopo uno spareggio con Amos Burn e davanti a Joseph Blackburne, il precedente campione. 
Nel 1871 perse di misura un match (+2 -3 =4) contro Samuel Rosenthal, che si era trasferito a Londra dopo l'inizio della guerra Franco-Prussiana.   
Nel 1872 vinse ancora il torneo della British Chess Association dopo uno spareggio con Cecil De Vere, il primo campione britannico. In seguito disputò tre match con Henry Bird: pareggiò il primo (+6 -6 =1), perse il secondo (+4 -6 =2) e vinse il terzo (+10 -8 =3). 
Fu segretario della British Chess Association dal 1872 al 1877 e coeditore (assieme ad Arthur Skipworth) della rivista Chess Player's Chronicle. Dopo essersi ammalato nel 1877 di tubercolosi emigrò in Australia su consiglio del suo medico, dove morì a Melbourne all'età di 38 anni.